# Gleitzahl

Skizze des dynamischen Auftriebs und des Strömungswiderstands an einer angeströmten Tragfläche.

Als Gleitzahl E bezeichnet man das Verhältnis von aerodynamischem Auftrieb und Luftwiderstand. Flugzeuge mit hoher Gleitzahl haben eine große Reichweite bei niedrigem Energieverbrauch.

## Definition und Bedeutung
Die Gleitzahl ist das Verhältnis von Auftrieb und Luftwiderstand. Im Falle des antriebslosen Gleitflugs entspricht die Gleitzahl zugleich dem Verhältnis aus zurückgelegter Wegstrecke und Höhenverlust, woraus sich ihre Bezeichnung ableitet. Im motorgetriebenen Horizontalflug entspricht die Gleitzahl dem Verhältnis von Gewichtskraft und Triebwerksschub; bei einer Gleitzahl von 20 muss das Triebwerk also lediglich ein Zwanzigstel der Gewichtskraft aufbringen. Da Auftrieb und Widerstand sich nur im Beiwert unterscheiden, kann die Gleitzahl auch als Verhältnis von Auftriebs- und Widerstandsbeiwert aufgefasst werden. Folglich ergeben sich fünf äquivalente Interpretationen der Gleitzahl:
- Verhältnis von Auftriebs- und Widerstandskraft
- Verhältnis von Auftriebs- und Widerstandsbeiwert
- Verhältnis von Horizontal- und Sinkgeschwindigkeit im Gleitflug
- Verhältnis von Wegstrecke und Höhenverlust im Gleitflug
- Verhältnis von Gewichtskraft und Triebwerksschub im Horizontalflug

Die Gleitzahl ist abhängig vom Anstellwinkel, indirekt auch von der Fluggeschwindigkeit, der Flugzeugmasse und dem Lastvielfachen. Wird die Gleitzahl als einfacher Zahlenwert angegeben, handelt es sich meist um die maximal erreichbare Gleitzahl. Sie ist ein wichtiger Kennwert für die aerodynamische Güte eines Flugzeuges und beträgt ca. 15–20 bei Motorflugzeugen und 40–50 bei Segelflugzeugen. Die Gleitzahl für verschiedene Anstellwinkel und Geschwindigkeiten lässt sich aus dem Polardiagramm bzw. der Geschwindigkeitspolare ablesen.

## Abweichende Definitionen
Die fünf oben genannten Definitionen sind nur identisch, wenn sich das Flugzeug im unbeschleunigten Zustand befindet und alle Geschwindigkeiten und Wegstrecken relativ zur umgebenden Luftmasse gemessen werden (Fahrt, Airspeed). Mit Geschwindigkeit und Wegstrecke über Grund (Groundspeed) ergeben sich je nach Windrichtung und Stärke leicht unterschiedliche Werte. Im allgemeinen Sprachgebrauch wird beides als Gleitzahl bezeichnet. Eine Unterscheidung ist oft nicht notwendig oder ergibt sich aus dem Kontext. In Luftfahrtingenieurwesen und aerodynamischer Fachliteratur beziehen sich alle Geschwindigkeiten grundsätzlich auf die umgebende Luftmasse, hier liegt also keine Ungenauigkeit vor. Dennoch gibt es auch in der Fachliteratur eine Ungenauigkeit, weil die Gleitzahl sowohl als Eigenschaft des Flügelprofils als auch für das ganze Flugzeug verwendet wird. Die Gleitzahl des ganzen Flugzeugs ist dabei stets etwas geringer, weil der Rumpf zusätzlichen Widerstand erzeugt und die begrenzte Flügelstreckung zu Randwirbeln und weiteren Verlusten führt. Mit zunehmend kleinerem Rumpf und größerer Streckung nähert sich die Gleitzahl des ganzen Flugzeugs der des Profils.

## Maximale Gleitzahl
Die Gleitzahl eines Flugzeugs hängt vom Anstellwinkel, d. h. indirekt von der Geschwindigkeit, und der Böigkeit der Umgebungsluft ab sowie von der Steuerkunst des Piloten. Unsauberes Fliegen (Schiebewinkel, unnötige Ruderausschläge) vermindert die Gleitzahl. Die Geschwindigkeit, bei der das Flugzeug mit dem Anstellwinkel des besten Gleitens fliegt, hängt ab vom Lastvielfachen (Einfluss von Zentrifugalkräften) und vom Seilzug im Windenstart. Eine Bestimmung dieses Anstellwinkels ist also mit einem Fahrtmesser nur indirekt möglich. Eine direkte Bestimmung kann mit einem Seitenfaden erfolgen, der an die Cockpithaube geklebt wird und den Anströmungswinkel zeigt. Da beim Anstellwinkel des besten Sinkens (optimale Steig- und Sinkrate befinden sich beim selben Anstellwinkel) die beste Steigrate erfolgt, ist es vorteilhaft, beim Windenstart und bei Abfangbögen bei diesem Anstellwinkel zu fliegen. Dies ist oft mit höheren Geschwindigkeiten und mit hohen g-Belastungen verbunden.
Die Gleitzahl wird von der Masse des Flugzeugs nicht beeinflusst. Im Zustand besten Gleitens steigt aber mit zunehmender Flächenbelastung die Fluggeschwindigkeit. Ein schweres Flugzeug steigt im Aufwind langsamer, weil das Eigensinken größer ist und aufgrund der höheren erforderlichen Geschwindigkeit auch der Kurvenradius beim Kreisen größer wird. Dies ist von Nachteil, da Aufwinde meist zum Zentrum hin stärker werden. Hochleistungssegelflugzeuge werden deshalb möglichst leicht gebaut, aber dafür mit Wassertanks ausgerüstet. Bei guter Thermik kann der Pilot sein Flugzeug durch Wasserballast schwerer und schneller machen. Wird unterwegs die Thermik schlechter, kann er durch Ablassen des Wassers den ursprünglichen leichten Zustand wiederherstellen. Auch zur Landung wird das Wasser normalerweise abgelassen, um langsamer anfliegen zu können. Mit einer hohen Flächenbelastung ist der Einfluss von Abwinden und Gegenwind kleiner, da das Flugzeug bei gleicher Gleitzahl schneller fliegt, und allgemein werden bei starker Thermik höhere Durchschnittsgeschwindigkeiten erreicht.
Generell gilt beim Gleiten, dass die Energie zur Überwindung des Luftwiderstands mangels Motor allein aus dem Höhenverlust kommt – der Vortrieb stellt eine Komponente der Gewichtskraft dar. Ferner lässt sich die Geschwindigkeit nur über die Neigung der Flugbahn regulieren. Wie man an den Polaren eines Tragflächenprofils ablesen kann, ändert sich das Verhältnis von Auftrieb zu Widerstand, d. h. die Gleitzahl, bei verschiedenen Anstellwinkeln.
Die maximale Gleitzahl wird nicht bei der Geschwindigkeit des geringsten oder besten Sinkens erreicht, da dort der Auftrieb am größten ist, aber der Widerstand ebenfalls groß ist. Es muss also auf einer gegebenen Entfernung mehr Höhe aufgegeben werden, um die Geschwindigkeit zu halten. Ebenso wenig von Vorteil ist der Ansatz beim geringsten Widerstand, da dort der Auftrieb auch niedrig ist. Die maximale Gleitzahl liegt dazwischen und lässt sich aus einem Diagramm der Leistungspolaren ablesen. Diese Geschwindigkeit des besten Gleitens ist ein Kompromiss aus möglichst hohem Auftrieb bei gleichzeitig möglichst niedrigem Widerstand.

## Beispiele für die maximale Gleitzahl
- Segelflugzeuge der 15-Meter-Klasse haben Gleitzahlen um 42. Die der 18-Meter-Klasse kommen auf etwa 50, die der offenen Klasse etwa 60, jeweils bei einer Geschwindigkeit von ca. 110 km/h. In der Schulung eingesetzte Segelflugzeuge haben Gleitzahlen von 25 bei ca. 85 km/h (Holz-Stahlrohr) bis etwa 38 bei 100 km/h (Kunststoff). Das Segelflugzeug Eta kommt auf etwa 70.
- Ein Verkehrsflugzeug (z. B. Airbus A340) bringt es auf eine Gleitzahl von etwa 16 bei einer Geschwindigkeit von circa 390 km/h.
- Bei den US-amerikanischen Space Shuttles lag die Gleitzahl im Endanflug bei etwa 4,5[1].
- Ein Gleitschirm hat eine Gleitzahl von etwa 9.
- Ein Hängegleiter hat eine höhere Gleitzahl von 10–15. Starrflügler erreichen 16–19.
- Ein Wingsuit erreicht 2,5–3,5[2] bei einer horizontalen Fluggeschwindigkeit von 130–150 km/h – die Sinkgeschwindigkeit beträgt dabei etwa 14 m/s (ca. 50 km/h).
- Ein Tracksuit, ein Textilanzug, bei dem sich weite Ärmel und Hosenbeine mit Luft füllen und der keine sich zwischen den Gliedmaßen aufspannenden Flächen aufweist, erreicht 1,8 bei etwa 180 km/h Geschwindigkeit.[3]

## Bedeutung des Gleitwinkels
Der Gleitwinkel gibt den Winkel an, unter dem ein Flugzeug im Gleitflug gegen die Horizontale nach unten gleitet.
Der minimal erzielbare Gleitwinkel bestimmt, ob von einem konkreten Ausgangspunkt ein entfernt und tiefer liegender Punkt als Landeplatz erreicht werden bzw. als Hindernis überflogen werden kann. Dabei ist zu beachten, dass beim Start mit einem Gleitschirm oder noch mehr beim BASE-Absprung mit einem Wingsuit am Beginn der Flugphase bis zum Erreichen einer stationären Fluggeschwindigkeit ein wesentlich größerer Gleitwinkel geflogen wird, oder anders betrachtet, ein gewisser zusätzlicher Höhenverlust bis zum Erreichen eines flachen Gleitwinkels auftritt.
Insbesondere, um eine ins Auge gefasste Flugroute – eine Line – für einen Wingsuit-BASE-Jump auf ihre Fliegbarkeit abzuklären, ist die Verwendung eines Neigungsmessers eventuell mit Laservisierung verbreitet.
Der typische minimale Gleitwinkel wird bei einem Flug in ruhender Luft erzielt. Die effektive Flugbahn ergibt sich aus der zeitlichen Verkettung von Wegbeiträgen über die Vektoraddition von Fluggeschwindigkeit gegenüber Luft plus örtliche Windgeschwindigkeit über Grund. Luftströmungen insbesondere vertikal quer zur beabsichtigten Flugbahn sind relevant. Lokale Aufwinde erhöhen die Reichweite, Abwinde vergrößern hingegen das Sinken gegenüber Grund und reduzieren die Reichweite der Flugbahn.

## Gleitzahlen im Segelflug
Im Segelflug werden oft weite Strecken geflogen, wobei aus Gründen der Flugsicherung und weil es nachts keine thermischen Aufwinde gibt, nur tagsüber geflogen werden kann und die Strecke damit auch durch die Durchschnittsgeschwindigkeit begrenzt wird. Deshalb ist nicht nur die Geschwindigkeit des geringsten Sinkens von Bedeutung, die einen schnellen Höhengewinn in Aufwinden sicherstellt, sondern eben auch die Geschwindigkeit des besten Gleitens.
Eine höhere maximale Gleitzahl erlaubt es, eine längere Gleitflugstrecke bis zur nächsten Aufwindzone zurückzulegen. Dies führt zu höherer Durchschnittsgeschwindigkeit.
Auch können viele Leistungssegelflugzeuge – für Tage mit besonders guter Thermik – mit Wasserballast beladen werden. Hierdurch lässt sich das beste Gleiten eines Segelflugzeugs zu höheren Geschwindigkeiten verschieben, was bedeutet, dass man mit der gleichen Gleitleistung eine Strecke schneller zurücklegen kann. Allerdings verschlechtern sich durch das zusätzliche Gewicht die Steigleistungen beim Kreisen in der Thermik. Von Vorteil sind hier Segelflugzeuge mit Wölbklappen, bei denen für das Kreisen in der Thermik – durch positive Klappenstellung – ein „Langsamflug-Profil“ mit hohem Auftriebsbeiwert gewählt werden kann. Bei schwächer werdender Thermik wird der Wasserballast im Fluge abgelassen. Das beste Gleitverhältnis eines Segelflugzeuges ändert sich durch den Wasserballast nicht.
Um einen steilen Landeanflug zu ermöglichen, sollte die Gleitzahl so gering wie möglich sein. Dies wird im Landeanflug durch ausfahrbare Landehilfen erreicht, die den aerodynamischen Widerstand des Flugzeuges erhöhen und gleichzeitig einen Teil des Auftriebs vernichten. Damit wird eine bedeutend höhere Sinkrate als bei Normalfahrt erreicht. Weit verbreitet sind die Luftbremsen (Schempp-Hirth-Klappen), die etwa in der Mitte des Tragflügelprofils senkrecht in den Luftstrom ausgefahren werden, und die Gleitzahl von 40 und mehr bis zum Anflug auf 5 bis 10 verringern können. Ergänzend ist – vor allem bei älteren Holzflugzeugen – das Flugmanöver Seitengleitflug (Slip) wirkungsvoll, bei dem das Flugzeug durch gegenläufiges Betätigen von Quer- und Seitenruder in Schräglage gebracht und der Flugzeugrumpf in einen Winkel schräg zur Flugrichtung gedreht wird.